# Koriakski
El Koriakski, també conegut com a Koryakskaya sopka (en rus, Коря́кская со́пка), és un volcà de Rússia, situat al sud de la península de Kamtxatka, al territori homònim.

## Geografia

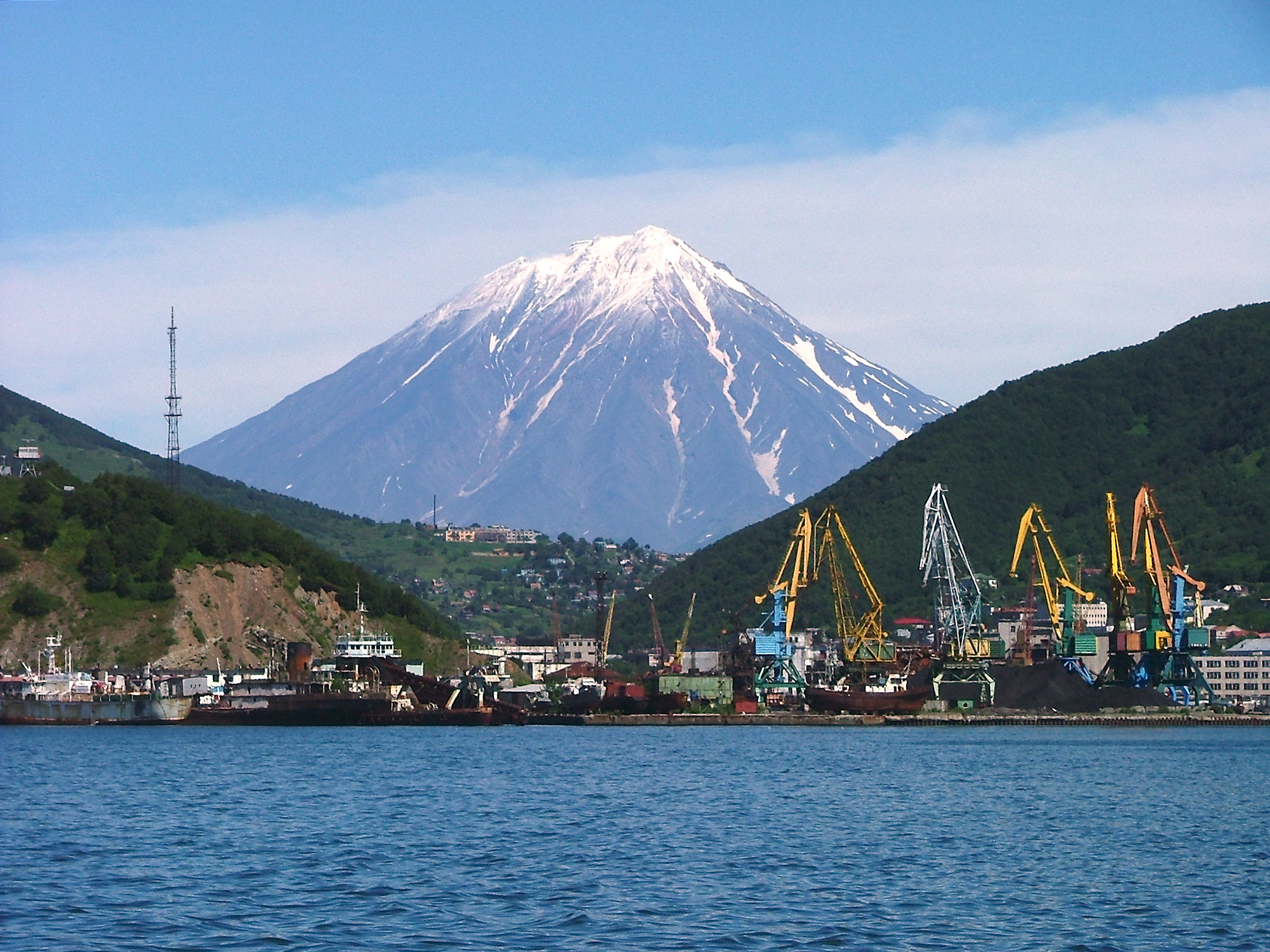
El Koriakski de fons, vist des del port de Petropàvlovsk-Kamtxatski

Situat al sud de la península de Kamtxatka, el Koriakski està situat al grup volcànic d'Avatxinskaia, d'on és el cim més alt, amb 3.456 metres. Al sud-est, es troba el volcà d'Avatxinski i al sud, a no gaire distància, hi ha la ciutat de Petropàvlovsk-Kamtxatski, capital del territori peninsular.
La muntanya té forma de conus, amb pendents regulars però tallades per l'erosió, que forma petites valls força abruptes, molt destacades al vessant meridional del cim. Es tracta d'un estratovolcà, integrat per la seva posició geogràfica a l'anomenat cinturó de foc del Pacífic i, donades les seves erupcions de tipus explosiu, classificat com a volcà gris. Les seves erupcions produeixen doms de lava, flux piroclàstic i petites colades i lahars.

## Història
Segons els estudis geològics realitzats, és probable que el volcà sigui actiu des de fa desenes de milers d'anys. Es té constància de tres grans episodis eruptius, el 5050 aC, 1950 aC i 1550 aC. En tots tres casos, sembla que les erupcions van donar lloc a grans quantitats de lava, que formaren colades força importants, però no produïren grans cataclismes ni modificaren en gran manera la forma del volcà.
Des del 1890, data de la primera erupció registrada, s'han anat produint diversos episodis eruptius (1926 i 1956-1957). El darrer conegut fins a l'actualitat va tenir lloc el 29 de desembre del 2008, en el que fou el major episodi dels darrers 3.500 anys i que va provocar un núvol de cendra que arribà als 20.000 peus d'alçada.
Cap de les erupcions registrades ha comportat danys materials o víctimes humanes. Tot i així, i com en el cas de l'Avatxinski, la proximitat a la ciutat de Petropàvlovsk-Kamtxatski i la naturalesa explosiva de les seves erupcions va portar els vulcanòlegs a incloure el Koriakski conjuntament amb l'Avatxinski a la llista dels Volcans de la dècada.